# París-Manhattan
París-Manhattan (títol original en francès: Paris-Manhattan) és una pel·lícula francesa de 2012 dirigida i escrita per Sophie Lellouche. Es va estrenar al Festival de Cinema Francès, a Austràlia. Ha estat doblada al català.

## Argument
Alice Ovitz és una farmacèutica jueva que de molt jove coneix i queda enamorada de les pel·lícules de Woody Allen. Quan es fa gran, voldria tenir parella però l'únic home que ha pogut estimar li pren la seva pròpia germana gran. Alice té un gran pòster de Woody Allen, amb qui manté llargues converses nocturnes en les que ell li repeteix frases que treu dels diàlegs dels seus films.
Passen deu anys. Alice s'ha fet càrrec de la farmàcia dels seus pares quan aquests s'han jubilat, la seva germana segueix casada amb l'home que li va robar, i el pòster segueix penjat sobre el seu llit. Alice ja ha fet els trenta i segueix soltera, i la seva família fa mans i mànigues per presentar-li homes solters. Alice passa una temporada molt dolenta en què no es decideix entre dos pretendents, Vincent i Victor, fins que, gairebé per accident, però amb una mica d'ajuda de Victor, Alice finalment es troba amb Woody Allen als carrers de París. Aquest cop, el Woody Allen de veritat, no la veu del pòster, li dona un consell personal, que coincideix exactament amb allò que Alice ja tenia pensat fer.

## Repartiment
- Alice Taglioni és Alice Ovitz
- Patrick Bruel és Victor
- Marine Delterme és Hélène, germana d'Alice
- Louis-Do de Lencquesaing és Pierre, marit d'Hélène
- Marie-Christine Adam és Nicole Ovitz, mare d'Alice
- Michel Aumont és Isaac Ovitz, pare d'Alice
- Margaux Châtelier és Laura, filla d'Hélène
- Yannick Soulier és Vincent
- Woody Allen fent un cameo

## Crítiques
D'opinions que s'han publicat sobre Paris-Manhattan n'hi ha per a tots els gustos. Boyd van Hoeij, a la revista Variety, ha assenyalat les semblances d'aquesta pel·lícula amb Play It Again, Sam, del propi Woody Allen (1972), i afirma que "Aquesta "revisió amb trampa" podria ser un intent simpàtic i romàntic, però més aviat és buida, un esforç divagant que abandona per qualsevol distracció".